# Župa (Trebinje)
Pour les articles homonymes, voir Župa.
Župa (en serbe cyrillique : Жупа) est un village de Bosnie-Herzégovine. Il est situé sur le territoire de la Ville de Trebinje et dans la république serbe de Bosnie. Selon les premiers résultats du recensement bosnien de 2013, il compte 66 habitants.

## Géographie
Le village est situé sur les bords de la rivière Sušica.
Il est entouré par les localités suivantes :
|        | Klobuk   |            |
| Jazina | Župa     | Aranđelovo |
|        | Skočigrm |            |

## Démographie

### Évolution historique de la population dans la localité
| 1948 | 1953 | 1961 | 1971 | 1981 | 1991 | 2013 |
| ---- | ---- | ---- | ---- | ---- | ---- | ---- |
| -    | -    | 161  | 139  | 127  | 115  | 66   |

|  |